# Gmina Drużbice
Drużbice  (deutsch Druzbice, 1943–1945 Druschfeld) ist ein Dorf und Sitz der gleichnamigen Gemeinde im Powiat Bełchatowski der Woiwodschaft Łódź, Polen.

## Gemeinde
Zur Landgemeinde Drużbice gehören 31 Ortsteile mit einem Schulzenamt:
| Brzezie Bukowie Dolne Bukowie Górne Chynów Drużbice Drużbice-Kolonia Głupice Gręboszów Hucisko Józefów Kazimierzów | Kącik Kobyłki Łęczyca Patok Podstoła Rasy Rawicz Rożniatowice Skrajne Stefanów | Stoki Suchcice Teofilów Teresin Wadlew (1943–1945 Wadlau) Wdowin Wdowin-Kolonia Wola Rożniatowska Zabiełłów Zwierzyniec Duży |

Weitere Ortschaften der Gemeinde sind:
| Depczyk Gadki Głupice-Parcela Helenów Janówek Katarzynka | Łazy Marki Nowa Wieś Pieńki Głupickie Rawicz-Podlas | Wola Głupicka Wrzosy Zalesie Zofiówka Żbijowa |